# Tweede klasse 2009-10 (voetbal België)
Het seizoen 2009/10 van de Belgische Tweede Klasse ging van start op 19 augustus 2009 en eindigde op 2 mei 2010. Omwille van sponsoring draagt de competitie ook wel de naam EXQI League. Als gevolg van de zaak-Geel/Namen (seizoen 2007/2008) speelden er dit seizoen uitzonderlijk ook nog 19 clubs in deze reeks.

## Gedegradeerde teams
Deze teams waren gedegradeerd uit de Eerste Klasse voor de start van het seizoen:
- RAEC Mons (laatste)
- AFC Tubize (voorlaatste)
- FCV Dender EH (verlies eindronde)

## Gepromoveerde teams
Deze teams promoveerden uit de Derde Klasse:
- K. Standaard Wetteren (kampioen in Derde Klasse A)
- KV Turnhout (kampioen in Derde Klasse B)
- R. Boussu Dour Borinage (winst eindronde)

## Promoverende teams
Deze teams promoveerden naar Eerste Klasse op het eind van het seizoen:
- K. Lierse SK (kampioen)
- KAS Eupen (winnaar eindronde)

## Degraderende teams
Deze teams degradeerden naar Derde Klasse op het eind van het seizoen:
- KSK Beveren (geen licentie)
- RFC Liège (laatste plaats)
- KSK Ronse (verlies eindronde)

Om het aantal ploegen in tweede klasse terug op 18 te brengen moesten er dit seizoen uitzonderlijk 2 ploegen deelnemen aan de degradatie-eindronde. In principe zouden dit KV Turnhout, 16de en Beveren, 17de in het klassement zijn. Aangezien R. Excelsior Mouscron geen licentie kreeg en rechtstreeks zakte van eerste naar derde klasse was er een sportieve daler minder. KV Turnhout werd gered, Beveren, 17de en Ronse 18de moesten de eindronde spelen. RFC de Liège, 19de en laatste zakte rechtstreeks. KSK Beveren had echter financiële problemen, kreeg geen licentie en besliste vrijwillig naar Derde Klasse te degraderen. Dessel Sport, dat tegen Beveren was uitgeloot in de eindronde, werd zo vrijgesteld en mocht meteen naar de volgende ronde.

## Ploegen
Deze ploegen speelden in het seizoen 2009/2010 in Tweede Klasse.
| Club                    | Plaats              | Trainer                 | Vorige trainers seizoen 2009-2010 |    |
| ----------------------- | ------------------- | ----------------------- | --------------------------------- | -- |
| FCV Dender EH           | Denderleeuw         | Vital Borkelmans        | Patrick Asselman                  | 1  |
| FC Brussels             | Sint-Jans-Molenbeek | Christophe Dessy        |                                   | 2  |
| Oud-Heverlee Leuven     | Leuven              | Jean-Pierre Vande Velde |                                   | 3  |
| KVSK United             | Lommel              | Franky Van der Elst     |                                   | 4  |
| R. Antwerp FC           | Antwerpen           | Colin Andrews           | Ratko Svilar                      | 5  |
| AFC Tubize              | Tubeke              | Felice Mazzu            |                                   | 6  |
| K. Lierse SK            | Lier                | Aimé Antheunis          | Herman Helleputte                 | 7  |
| K. Standaard Wetteren   | Wetteren            | Wim De Corte            |                                   | 8  |
| KSK Beveren             | Beveren             | David Penneman          | Johan Boskamp                     | 9  |
| KVK Tienen              | Tienen              | Daniël Nassen           |                                   | 10 |
| RAEC Mons               | Bergen              | Geert Broeckaert        | Rudi Cossey                       | 11 |
| RFC Tournai             | Doornik             | Alex Czerniatynski      | Christophe Denis                  | 12 |
| KAS Eupen               | Eupen               | Dany Ost                |                                   | 13 |
| KV Red Star Waasland    | Sint-Niklaas        | Bart De Roover          |                                   | 14 |
| KV Turnhout             | Turnhout            | Luc Beyens              | René Desaeyere                    | 15 |
| KV Oostende             | Oostende            | Thierry Pister          |                                   | 16 |
| R. Boussu Dour Borinage | Boussu              | Michel Wintacq          |                                   | 17 |
| KSK Ronse               | Ronse               | Dirk Geeraerd           | Bart Van Renterghem               | 18 |
| RFC Liège               | Luik                | Raphaël Quaranta        |                                   | 19 |

| 1 5 16 12 14 4 3 8 13 10 11 9 15 6 7 17 2 18 19 Geografische verspreiding clubs |

## Titelstrijd
Voor de competitie werden Lierse SK en RAEC Mons als de voornaamste titelfavorieten beschouwd.
De strijd om de titel werd uiteindelijk gevoerd door Lierse SK, RAEC Mons, KVSK United en AS Eupen. Deze teams wisselden elkaar gedurende het seizoen meermaals af op de koppositie. Na een reeks mindere resultaten in maart moest Eupen als eerste afhaken. In april moest ook RAEC Mons de rol lossen na drie keer op rij niet te winnen.
Tussen de twee overgebleven teams, Lierse en KVSK, viel de beslissing op de 34ste speeldag. Lierse (leider met 66 punten) won op het veld van Eupen, terwijl KVSK United (tweede met 63 punten) slechts een gelijkspel behaalde tegen Ronse. Zo nam Lierse een cruciale voorsprong van vijf punten. De volgende (en tevens voorlaatste) speeldag won Lierse in eigen huis van Waasland en verzekerde zich zo van de titel. Hierdoor moesten KSV Roeselare (nummer 15 uit de eerste klasse), KVSK United, RAEC Mons en KAS Eupen onder elkaar uitmaken wie het tweede ticket voor de Eerste Klasse zou verdienen.
Eupen ontpopte zich tot de verrassing van de eindronde en vergezelde Lierse naar de Eerste Klasse. Zo kwam er na vijf jaar een einde aan het verblijf van Roeselare in de hoogste afdeling.

## Klassement
|    |    |                         | P  | W  | G  | V  | +  | -  | DS  | Ptn |
| -- | -- | ----------------------- | -- | -- | -- | -- | -- | -- | --- | --- |
| K  | 1  | K. Lierse SK            | 36 | 21 | 12 | 3  | 75 | 32 | 43  | 75  |
| EP | 2  | KVSK United             | 36 | 20 | 10 | 6  | 55 | 27 | 28  | 70  |
| EP | 3  | RAEC Mons               | 36 | 19 | 9  | 8  | 56 | 32 | 24  | 66  |
| EP | 4  | KAS Eupen               | 36 | 16 | 12 | 8  | 56 | 37 | 19  | 60  |
|    | 5  | R. Boussu Dour Borinage | 36 | 13 | 14 | 9  | 46 | 43 | 3   | 53  |
|    | 6  | KV Red Star Waasland    | 36 | 13 | 13 | 10 | 46 | 49 | -3  | 52  |
|    | 7  | KV Oostende             | 36 | 12 | 15 | 9  | 49 | 45 | 4   | 51  |
|    | 8  | R. Antwerp FC           | 36 | 10 | 17 | 9  | 55 | 53 | 2   | 47  |
|    | 9  | Oud-Heverlee Leuven     | 36 | 11 | 12 | 13 | 50 | 66 | -16 | 45  |
|    | 10 | K. Standaard Wetteren   | 36 | 12 | 8  | 16 | 48 | 59 | -11 | 44  |
|    | 11 | RFC Tournai             | 36 | 11 | 11 | 14 | 50 | 51 | -1  | 44  |
|    | 12 | KVK Tienen              | 36 | 11 | 10 | 15 | 44 | 58 | -14 | 43  |
|    | 13 | FCV Dender EH           | 36 | 10 | 13 | 13 | 45 | 49 | -4  | 43  |
|    | 14 | FC Brussels             | 36 | 11 | 9  | 16 | 47 | 53 | -6  | 42  |
|    | 15 | AFC Tubize              | 36 | 9  | 15 | 12 | 41 | 41 | 0   | 42  |
|    | 16 | KV Turnhout             | 36 | 10 | 11 | 15 | 50 | 57 | -7  | 41  |
| ED | 17 | KSK Ronse               | 36 | 10 | 9  | 17 | 51 | 57 | -6  | 39  |
| ED | 18 | KSK Beveren             | 36 | 8  | 12 | 16 | 37 | 55 | -18 | 36  |
| D  | 19 | RFC Liège               | 36 | 5  | 8  | 23 | 23 | 60 | -37 | 23  |

P: wedstrijden gespeeld, W: wedstrijden gewonnen, G: gelijke spelen, V: wedstrijden verloren, +: gescoorde doelpunten, -: doelpunten tegen, DS: doelsaldo, Ptn: totaal punten
 K: kampioen en promotie, EP: eindronde voor promotie, ED: eindronde voor degradatie D: degradatie
Uitleg waarom er 2 ploegen deelnamen aan de degradatie-eindronde zie degraderende teams.

## Eindronde voor promotie
Plaatsen twee tot en met vier gaven recht op de eindronde met de ploeg die 15de was geëindigd in Eerste Klasse, KSV Roeselare. De winnaar van de eindronde zou promoveren (of in Eerste Klasse blijven)
|   |   | WG            | W | G | V | + | - | DS | Ptn |    |
| - | - | ------------- | - | - | - | - | - | -- | --- | -- |
| P | 1 | KAS Eupen     | 6 | 4 | 1 | 1 | 9 | 4  | 5   | 13 |
|   | 2 | RAEC Mons     | 6 | 2 | 2 | 2 | 8 | 8  | 0   | 8  |
|   | 3 | KVSK United   | 6 | 2 | 0 | 4 | 7 | 7  | 0   | 6  |
|   | 4 | KSV Roeselare | 6 | 1 | 3 | 2 | 5 | 10 | -5  | 6  |

| Datum      | Uur   | Wedstrijd                   | Uitslag |
| ---------- | ----- | --------------------------- | ------- |
| 09/05/2010 | 16:00 | RAEC Mons - KAS Eupen       | 3-2     |
| 09/05/2010 | 16:00 | KSV Roeselare - KVSK United | 2-1     |
| 13/05/2010 | 16:00 | KSVK United - RAEC Mons     | 1-0     |
| 13/05/2010 | 16:00 | KAS Eupen - KSV Roeselare   | 3-0     |
| 16/05/2010 | 16:00 | KAS Eupen - KVSK United     | 1-0     |
| 16/05/2010 | 16:00 | RAEC Mons - KSV Roeselare   | 2-2     |
| 20/05/2010 | 20:30 | KSV Roeselare - RAEC Mons   | 0-0     |
| 20/05/2010 | 20:30 | KSVK United - KAS Eupen     | 0-1     |
| 23/05/2010 | 16:00 | KVSK United - KSV Roeselare | 4-1     |
| 23/05/2010 | 16:00 | KAS Eupen - RAEC Mons       | 2-1     |
| 27/05/2010 | 20:30 | KSV Roeselare - KAS Eupen   | 0-0     |
| 27/05/2010 | 20:30 | RAEC Mons - KVSK United     | 2-1     |

## Degradatie-eindronde
Het team dat 16de eindigde, KSK Ronse, speelde een eindronde met een aantal derdeklassers en ging daar van start in de tweede ronde van die eindronde.

## Topscorers
| Scorer               | Goals | Team          | Land              |
| -------------------- | ----- | ------------- | ----------------- |
| Kevin De Broyer      | 20    | KSK Ronse     | België            |
| Jurgen Cavens        | 17    | K. Lierse SK  | België            |
| Jeroen Ketting       | 16    | KVSK United   | Nederland         |
| Henny Noyen          | 16    | KV Turnhout   | Nederland         |
| Tomasz Radzinski     | 16    | K. Lierse SK  | Canada            |
| Tibor Tisza          | 15    | R. Antwerp FC | Hongarije         |
| Dalibor Veselinović  | 14    | FC Brussels   | Kroatië           |
| Cedric Betremieux    | 13    | OH Leuven     | Frankrijk         |
| Davy Brouwers        | 13    | KVSK United   | België            |
| Jean-Paul Kielo-Lezi | 13    | RS Waasland   | Congo-Kinshasa    |
| Freddy Mombongo-Dues | 13    | KAS Eupen     | Congo-Brazzaville |

De officiële benamingen van deze competitie luidden achtereenvolgens Bevordering (van 1909 tot 1926), Eerste Afdeling (van 1926 tot 1952), Tweede Klasse (van 1952 tot 2016). 
In 2016 werd de Tweede Klasse opgeheven en vervangen door Eerste klasse B en Eerste klasse Amateurs.
Nationaal voetbal · Regionaal voetbal · Provinciaal voetbal · KBVB · Nationaal voetbalelftal · Nationaal dameselftal
Belgisch nationaal voetbal
Eerste klasse A · Eerste klasse B · Eerste nationale · Beker van België · Belgische Supercup
Super League · Eerste klasse (vrouwen) · Tweede klasse (vrouwen) · Beker van België (vrouwen) · Belgische Supercup (vrouwen)